# Матвеев, Борис Васильевич
Бори́с Васи́льевич Матве́ев (1928—2006) — советский джазовый музыкант, виртуоз-ударник, Заслуженный артист Российской Федерации (1993).

## Биография
В 1944 году — воспитанник военно-музыкальной команды школы-интерната. В 1947 году окончил Музыкальное училище им. Гнесиных (класс ударных К. М. Купинского).
В 1947—1954 годах барабанщик в московских любительских ансамблях, в оркестрах ресторанов, на танцевальных площадках. В 1954—1964 годах играл в джаз-оркестре Эдди Рознера. Известность к Борису Матвееву пришла с первых его публичных выступлений. Историк джаза Алексей Баташев вспоминал:

В 40-50-е годы его знали и боготворили так же, как прославленных футболистов и хоккеистов…

В 1970—1990 годы играл в московских эстрадных ансамблях традиционного джаза, в диксиленде Альберта Мелконова, в квартете ветеранов советского джаза.
Похоронен в Москве на Калитниковском кладбище.
Жена — Нина Курганова, ксилофонистка, солистка оркестра Большого театра.